# 미트라이외즈

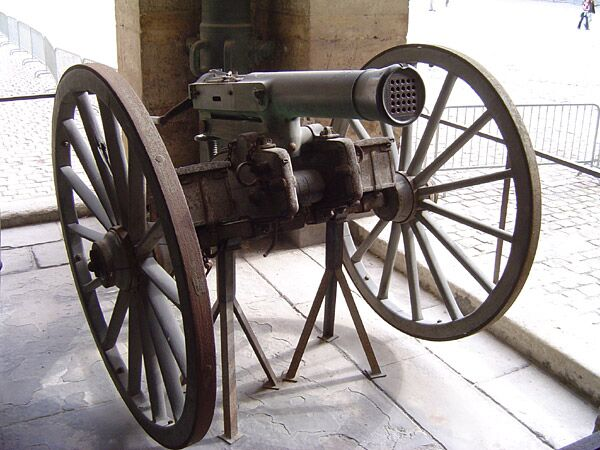

미트라이외즈(프랑스어: mitrailleuse [mitʁajøz][*])는 19세기 프랑스어권에서 제작 및 운용한 제사총(齊射銃)이다. 수십 개의 총구가 있으며, 각 총구에서 총알이 한꺼번에 발사 또는 차례대로 발사된다. 미트라이외즈와 같은 형식의 무기는 1851년 벨기에의 Fafchamps가 처음 발명했고, 1863년에는 몽티그니 미트라이외즈가 개발되어 벨기에군이 운용했다. 그리고 1866년에는 프랑스에서 총구 25개의 카농 아 발레스(Canon à Balles)가 개발되어 큰 성공을 거두었다.
미트라이외즈는 개틀링건과 함께 기관총의 가장 초기 형태라고 할 수 있으며, 현대 프랑스어에서는 "미트라이외즈"가 곧 "기관총"을 의미하는 낱말로 사용된다.